# Zabytki w Siedlcach
Lista zabytków znajdujących się w Siedlcach wpisanych do rejestru zabytków nieruchomych:
- układ urbanistyczny miasta,
- katedra pw. Niepokalanego Poczęcia wybudowana w latach 1905–1912,
- kościół pw. św. Stanisława Biskupa z 2. połowy XVIII wieku wraz z cmentarzem przykościelnym i plebanią parafialną,
- cmentarz stary z 1799 roku (ul. Cmentarna 8),
- cmentarz centralny z 1892 roku (ul. Cmentarna 46),
- cmentarz założony po 1920 roku (ul. Janowska),
- cmentarz żydowski z 1825 roku (ul. Szkolna),
- cmentarz wojenny założony po 1920 roku,
- cmentarz żołnierzy radzieckich z lat 1944–1945,
- pozostałości bramy miejskiej z końca XVIII w. (ul. Piłsudskiego),
- ratusz, obecnie muzeum, z 1766 roku, przebudowany pod koniec XVIII i w XIX wieku,
- odwach, obecnie biblioteka miejska, z 2. połowy XVIII wieku (ul. Piłsudskiego),
- zespół pałacowy z XVIII–XIX wieku (ul. Konarskiego 2 / Prusa) obejmujący: pałac, budynek studni, park Aleksandria, stajnię (obecnie archiwum przy ul. Świrskiego 2), oficynę przy ul. Kościuszki 7,
  - kaplica pw. Świętego Krzyża (Ogińskich) przy ul. Starowiejskiej,
- kamienica przy ul. Asłanowicza 2 / Konarskiego z lat 1903–1904,
- dom mieszkalny przy ul. Floriańskiej 5 z 4. ćwierćwiecza XX wieku,
- szkoła rolnicza, ul. Kazimierzowska 19/21, z lat 1920–1930,
- dom przy ul. Kazimierzowskiej 19/21, drewniany z lat 1920–1930,
- budynek IV Liceum Ogólnokształcącego im. Hetmana Żółkiewskiego, wybudowany w latach 1841–1844, 1962 (ul. Konarskiego 1),
- budynek poczty przy ul. Piłsudskiego 4 z 1. połowy XIX wieku,
- budynek administracyjny dawnej Komendy Garnizonu z początku XX wieku (ul. Piłsudskiego 49),
- gmach Towarzystwa Kredytowego Ziemskiego, obecnie kuria diecezjalna z 1873 roku (ul. Piłsudskiego 62),
- kuria diecezjalna, dawniej Bank Handlu i Przemysłu z 1870 roku (ul. Piłsudskiego 64),
- zespół więzienia z 2. połowy XIX wieku (ul. Piłsudskiego 65), obejmujące: więzienie, dom naczelnika więzienia, budynek administracyjny,
- zespół banku z 1924 roku, obejmujący: bank przy ul. Piłsudskiego 70, oficynę przy ul. Piłsudskiego 72, oficynę ul. Wojskowej 1,
- siedziba Dyrekcji Lasów Państwowych, ob. Komenda Miejska Policji (ul. Prusa 16/18), z lat 1928–1934,
- hala targowa z 1908 roku (ul. Pułaskiego),
- resursa obywatelska, obecnie dom kultury z połowy XIX wieku (ul. Pułaskiego 6),
- kamienica z końca XIX wieku (ul. Sienkiewicza 33),
- Dom Ludowy, obecnie nieczynne kino z 1901 roku (ul. Sienkiewicza 63),
- dawny Szpital Dobroczynności, obecnie ZOZ, z 1832 roku, przebudowany po 1930 roku (ul. Starowiejska 15),
- teatr, obecnie szkoła muzyczna z 1840 roku (ul. Świrskiego 6),
- kolejowa wieża ciśnień z 1906 roku (ul. Żwirowa 22).